# Jonathan Tah
Jonathan Glao Tah (Hamburgo, 11 de fevereiro de 1996), é um futebolista alemão de origem marfinense que atua como zagueiro. Atualmente joga no Bayern de Munique.

## Carreira
Jonathan Tah fez parte do elenco da Seleção Alemã que disputou a Eurocopa de 2016.

## Títulos
Bayer Leverkusen
- Bundesliga: 2023–24
- Copa da Alemanha: 2023–24
- Supercopa da Alemanha: 2024

Bayern de Munique
- Supercopa da Alemanha: 2025[3]

Alemanha
- Campeonato Europeu Sub-21: 2017

### Prêmios individuais
- 21º melhor jogador sub-21 de 2016 (FourFourTwo)[4]
- Equipe do torneio do Campeonato Europeu Sub-21 de 2019[5]
- Equipe ideal da Liga Europa da UEFA: 2022–23
- Time da temporada da Bundesliga (Kicker): 2024–25[6]